# Villemorien
Villemorien est une commune française, située dans le département de l'Aube en région Grand Est (jusqu'à récemment en Champagne-Ardenne).

## Géographie
Situé dans la vallée de la Sarce, ce village se situe à l'altitude moyenne de 177 mètres.

## Toponymie
Ce village est mentionné en 721 sous le nom de Villa Maurinae, de Villa Mauriano en 753 sous la forme Vile Morien mars 1257.

### Hydrographie
La commune est dans la région hydrographique « la Seine de sa source au confluent de l'Oise (exclu) » au sein du bassin Seine-Normandie. Elle est drainée par la Sarce, le Fossé 01 du Val de Fiel et le Fossé 01 du Val de la Borde,.
La Sarce, d'une longueur de 30 km, prend sa source dans la commune de Bragelogne-Beauvoir et se jette  dans un bras de la Seine à Virey-sous-Bar, après avoir traversé huit communes. 

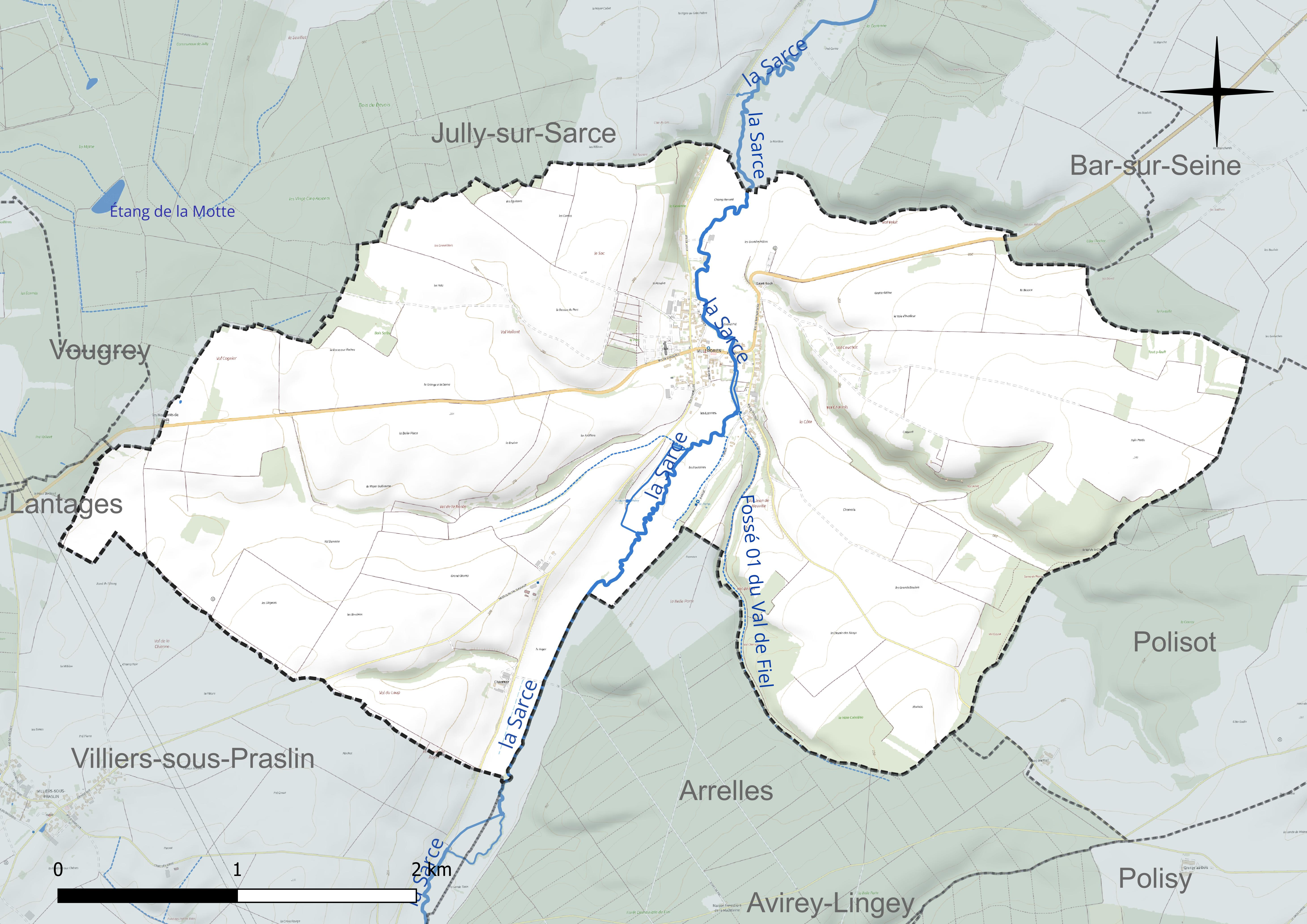
Réseau hydrographique de Villemorien.

### Climat
Pour des articles plus généraux, voir Climat du Grand Est et Climat de l'Aube.
En 2010, le climat de la commune est de type climat océanique dégradé des plaines du Centre et du Nord, selon une étude du Centre national de la recherche scientifique s'appuyant sur une série de données couvrant la période 1971-2000. En 2020, Météo-France publie une typologie des climats de la France métropolitaine dans laquelle la commune est exposée à un climat océanique altéré et est dans la région climatique  Lorraine, plateau de Langres, Morvan, caractérisée par un hiver rude (1,5 °C), des vents modérés et des brouillards fréquents en automne et hiver. 
Pour la période 1971-2000, la température annuelle moyenne est de 10,4 °C, avec une amplitude thermique annuelle de 16 °C. Le cumul annuel moyen de précipitations est de 777 mm, avec 12,1 jours de précipitations en janvier et 8,2 jours en juillet. Pour la période 1991-2020, la température moyenne annuelle observée sur la station météorologique de Météo-France la plus proche, « Celles-sur-ource », sur la commune de Celles-sur-Ource à 8 km à vol d'oiseau, est de 11,4 °C et le cumul annuel moyen de précipitations est de 747,2 mm. 
La température maximale relevée sur cette station est de 40,6 °C, atteinte le 25 juillet 2019 ; la température minimale est de −15 °C, atteinte le 1er mars 2005,,. 
Les paramètres climatiques de la commune ont été estimés pour le milieu du siècle (2041-2070) selon différents scénarios d'émission de gaz à effet de serre à partir des nouvelles projections climatiques de référence DRIAS-2020. Ils sont consultables sur un site dédié publié par Météo-France en novembre 2022.

## Urbanisme

### Typologie
Au 1er janvier 2024, Villemorien est catégorisée commune rurale à habitat dispersé, selon la nouvelle grille communale de densité à 7 niveaux définie par l'Insee en 2022.
Elle est située hors unité urbaine. Par ailleurs la commune fait partie de l'aire d'attraction de Bar-sur-Seine, dont elle est une commune de la couronne,. Cette aire, qui regroupe 7 communes, est catégorisée dans les aires de moins de 50 000 habitants,.

### Occupation des sols
L'occupation des sols de la commune, telle qu'elle ressort de la base de données européenne d’occupation biophysique des sols Corine Land Cover (CLC), est marquée par l'importance des territoires agricoles (88,7 % en 2018), une proportion sensiblement équivalente à celle de 1990 (88,5 %). La répartition détaillée en 2018 est la suivante : 
terres arables (86,8 %), forêts (9,2 %), zones urbanisées (2 %), prairies (1,9 %). L'évolution de l’occupation des sols de la commune et de ses infrastructures peut être observée sur les différentes représentations cartographiques du territoire : la carte de Cassini (XVIIIe siècle), la carte d'état-major (1820-1866) et les cartes ou photos aériennes de l'IGN pour la période actuelle (1950 à aujourd'hui).

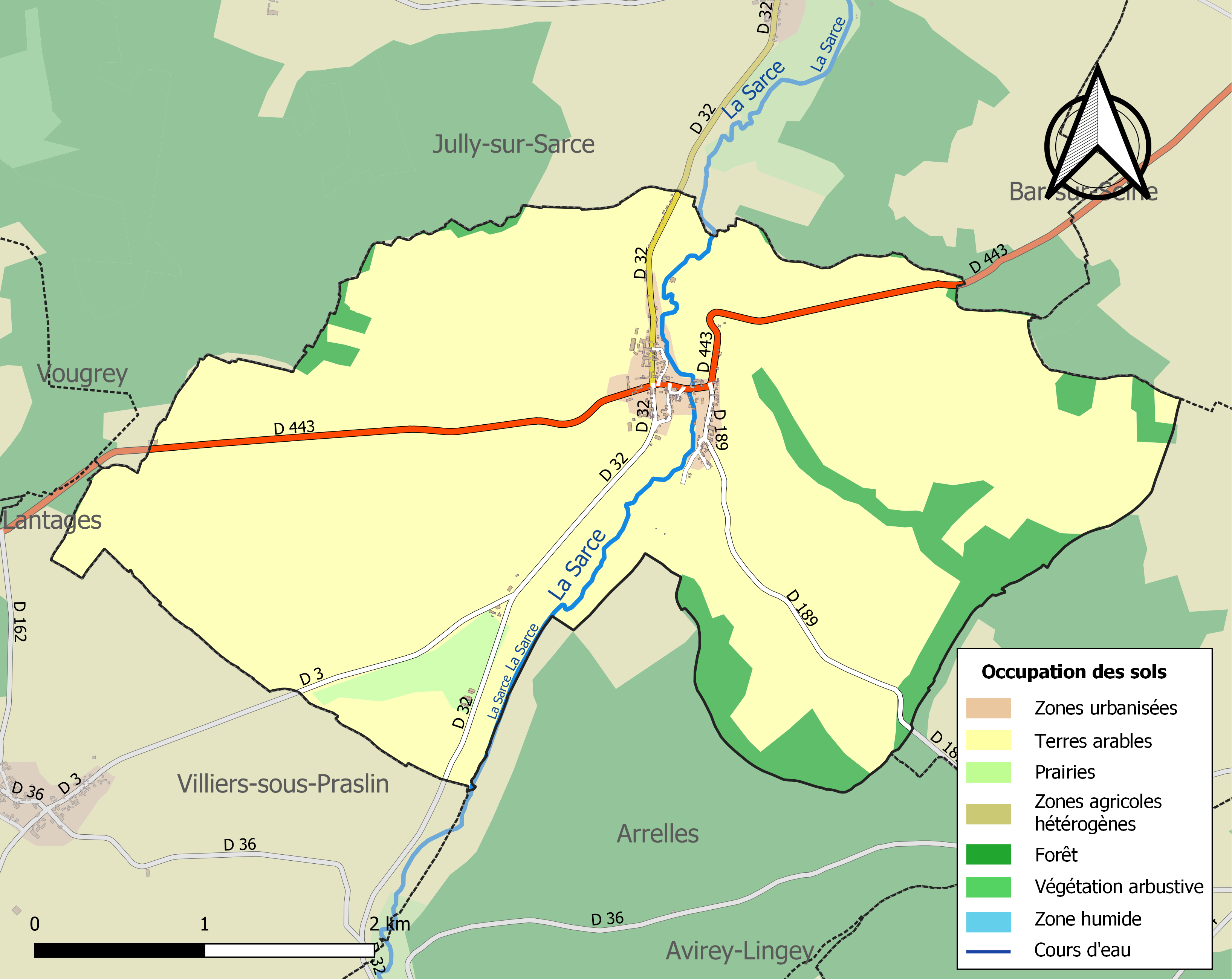
Carte des infrastructures et de l'occupation des sols de la commune en 2018 (CLC).

## Histoire
Ce village est mentionné en 723 par Waré abbé qui fondait l'abbaye de Flavigny, puis en 753 par l'acte de donation de Chelembert. Il avait autrefois son château-fort et sa seigneurie. Le vieux castel aurait été fondé par un comte Mohz, chef d'une de ces tribus de Morins qui, au Ve siècle, envahirent une partie de l'Austrasie et de la Champagne. Après avoir saccagé Bar-sur-Seine, le comte Mohz alla s'établir dans la vallée de la Sarce et fit établir une villa (domaine foncier) qui prit son nom : villa Morhiana.
Attestation (année inconnue) dans le testament de Sébile, dame d'Etrepy,  
Le premier seigneur dont on trouve trace dans l'histoire est Guillaume de Villemorien en 1501.
Henry Le Bégat, Simon Le Bégat et Étienne de Baroissy, seigneurs de Villemorien en 1499. Noble Jean le Begat, écuyer, sieur de Villemorien, vivait en 1505.
En 1789, Chappes relevait de l'intendance et de la généralité de Dijon, de l'élection et de la recette de Bar-sur-Seine.

## Politique et administration
La commune faisait partie du canton de Bar-sur-Seine du 29 janvier au 29 novembre 1790, puis de celui de Polisy jusqu'en l'An IX.
| Période                                  | Période  | Identité                                         | Étiquette | Qualité              |
| ---------------------------------------- | -------- | ------------------------------------------------ | --------- | -------------------- |
| avant 1981                               | ?        | M. Jean Maladière                                |           |                      |
| mars 2001                                | 2008     | M. Pierre Petit-Camusat                          |           |                      |
| mars 2008                                | En cours | M. Daniel Laurent Réélu pour le mandat 2020-2026 | DVD       | Agriculteur retraité |
| Les données manquantes sont à compléter. |          |                                                  |           |                      |

## Démographie

### Évolution démographique
EN 1544, le village comptait 200 feux, puis 67  en 1666 et en 1770, 64 feux ou 166 communiants. En 1786, 325 habitants.

L'évolution du nombre d'habitants est connue à travers les recensements de la population effectués dans la commune depuis 1793. Pour les communes de moins de 10 000 habitants, une enquête de recensement portant sur toute la population est réalisée tous les cinq ans, les populations de référence des années intermédiaires étant quant à elles estimées par interpolation ou extrapolation. Pour la commune, le premier recensement exhaustif entrant dans le cadre du nouveau dispositif a été réalisé en 2005.

En 2022, la commune comptait 203 habitants, en évolution de −2,4 % par rapport à 2016 (Aube : +0,7 %, France hors Mayotte : +2,11 %).
| 1793 | 1800 | 1806 | 1821 | 1831 | 1836 | 1841 | 1846 | 1851 |
| ---- | ---- | ---- | ---- | ---- | ---- | ---- | ---- | ---- |
| 334  | 359  | 303  | 293  | 303  | 320  | 303  | 286  | 290  |

| 1856 | 1861 | 1866 | 1872 | 1876 | 1881 | 1886 | 1891 | 1896 |
| ---- | ---- | ---- | ---- | ---- | ---- | ---- | ---- | ---- |
| 283  | 281  | 272  | 273  | 251  | 237  | 273  | 255  | 244  |

| 1901 | 1906 | 1911 | 1921 | 1926 | 1931 | 1936 | 1946 | 1954 |
| ---- | ---- | ---- | ---- | ---- | ---- | ---- | ---- | ---- |
| 269  | 267  | 249  | 216  | 191  | 189  | 184  | 218  | 179  |

| 1962 | 1968 | 1975 | 1982 | 1990 | 1999 | 2005 | 2006 | 2010 |
| ---- | ---- | ---- | ---- | ---- | ---- | ---- | ---- | ---- |
| 203  | 192  | 200  | 181  | 192  | 172  | 189  | 188  | 216  |

| 2015 | 2020 | 2022 | - | - | - | - | - | - |
| ---- | ---- | ---- | - | - | - | - | - | - |
| 210  | 198  | 203  | - | - | - | - | - | - |

### Pyramide des âges
La population de la commune est relativement jeune.
En 2018, le taux de personnes d'un âge inférieur à 30 ans s'élève à 32,4 %, soit en dessous de la moyenne départementale (35,2 %). À l'inverse, le taux de personnes d'âge supérieur à 60 ans est de 25,2 % la même année, alors qu'il est de 27,7 % au niveau départemental.
En 2018, la commune comptait 97 hommes pour 107 femmes, soit un taux de 52,45 % de femmes, légèrement supérieur au taux départemental (51,41 %).
Les pyramides des âges de la commune et du département s'établissent comme suit.
| Hommes | Classe d’âge | Femmes |
| ------ | ------------ | ------ |
| 1,1    | 90 ou +      | 1,0    |
| 5,3    | 75-89 ans    | 1,9    |
| 23,4   | 60-74 ans    | 18,3   |
| 27,7   | 45-59 ans    | 28,8   |
| 12,8   | 30-44 ans    | 15,4   |
| 14,9   | 15-29 ans    | 18,3   |
| 14,9   | 0-14 ans     | 16,3   |

| Hommes | Classe d’âge | Femmes |
| ------ | ------------ | ------ |
| 0,8    | 90 ou +      | 2,1    |
| 7,4    | 75-89 ans    | 10,2   |
| 17,4   | 60-74 ans    | 18,4   |
| 19,4   | 45-59 ans    | 19     |
| 17,8   | 30-44 ans    | 17,3   |
| 18,3   | 15-29 ans    | 15,9   |
| 19     | 0-14 ans     | 17,1   |

## Lieux et monuments
- Église Saint-Germain, ancienne cure du doyenné de Bar-sur-Seine, elle avait pour succursale la paroisse de Jully-le-Châtel. Elle fut donnée à l'abbaye de Moutiers-Saint-Jean par Gautier de Bourgogne au XIIe siècle. L'église est du XIIe siècle, la nef sans transept n'est pas voûtée, elle possède une tour qui s'élève au-dessus du chœur. Elle a un riche mobilier dont une dalle funéraire et un bas-relief représentant l'Annonciation, saint Étienne et saint Vorles qui sont tous deux du XVIe siècle[27],[28].
- Château de Villemorien.